# Municipio de Jackson (condado de Texas)
El municipio de Jackson (en inglés: Jackson Township) es un municipio ubicado en el condado de Texas en el estado estadounidense de Misuri. En el año 2010 tenía una población de 1233 habitantes y una densidad poblacional de 4,91 personas por km².

## Geografía
El municipio de Jackson se encuentra ubicado en las coordenadas 37°22′3″N 91°46′1″O / 37.36750, -91.76694. Según la Oficina del Censo de los Estados Unidos, el municipio tiene una superficie total de 251.05 km², de la cual 251,04 km² corresponden a tierra firme y (0 %) 0.01 km² es agua.

## Demografía
Según el censo de 2010, había 1233 personas residiendo en el municipio de Jackson. La densidad de población era de 4,91 hab./km². De los 1233 habitantes, el municipio de Jackson estaba compuesto por el 95,13 % blancos, el 0,32 % eran afroamericanos, el 0,97 % eran amerindios, el 0,24 % eran asiáticos, el 0,08 % eran de otras razas y el 3,24 % eran de una mezcla de razas. Del total de la población el 1,05 % eran hispanos o latinos de cualquier raza.